# Trident (chicle)
Trident es una marca de goma de mascar originaria de Canadá y comercializada en todo el mundo. Fue desarrollada en 1960. En 2024 fue vendida a la compañía Perfetti Van Melle por su anterior propietario, Mondelēz International. 
En algunas partes de Sudamérica y otros países, este chicle tiene otro nombre, llamado Beldent

## Antecedentes
Cuando los edulcorantes artificiales se generalizaron a principios de 1960, la fórmula fue cambiada al uso de sacarina en lugar de azúcar y sin azúcar, Trident fue introducido en 1964 con el lema "El gran sabor que es bueno para los dientes."  Con ese cambio, la marca de Trident se amplió y comenzó a tener popularidad. 
Trident usaba el eslogan «4 de cada 5 dentistas recomendarían el chicle sin azúcar para sus pacientes». Trident usa xilitol, una forma de azúcar considerada amigable con la salud dental.

## Versiones
Trident tiene 6 versiones diferentes de su chicle: Trident Original, Trident Fusión, Trident White, Trident Layers, Trident Splash, y Trident Xtra Care. Las versiones Layers y Splash son muy diferentes en comparación con otras marcas de chicle. Layers tiene tres capas. La capa media tiene un sabor diferente de las capas exteriores. Splash es un chicle como una cápsula con un sabor de menta. Pero en la "cápsula," hay un líquido que puede probarse al romperla.